# Kreisgericht Münster
Das Kreisgericht Münster war von 1849 bis 1879 ein preußisches Kreisgericht mit Sitz in Münster.

## Geschichte
Die „Verordnung über die Aufhebung der Privatgerichtsbarkeit und des eximierten Gerichtsstandes sowie über die anderweitige Organisation der Gerichte“ vom 2. Januar 1849 hob die Patrimonialgerichtsbarkeit auf. Gleichzeitig wurde das Appellationsgericht Münster geschaffen, dem Kreisgerichte, darunter das Kreisgericht Münster zugeordnet waren. Sein Sprengel umfasste die Stadt Münster und den Landkreis Münster mit den Städten Münster und Telgte. Der Sprengel umfasste 71.672 Gerichtseingesessene. Das Kreisgericht Münster war Schwurgericht für alle Kreisgerichte im Sprengel des Appellationsgerichts Münster. Gerichtstage wurden in Greven, Nottuln und Telgte gehalten. Am Gericht waren ein Direktor und 10 Kreisrichter beschäftigt.
Mit den Reichsjustizgesetzen wurden die Gerichte im Deutschen Reich vereinheitlicht. Das Kreisgericht Münster wurde 1879 aufgehoben. Neu eingerichtet wurde nun das Amtsgericht Münster im Bezirk des Landgerichtes Münster.

## Richter

### Direktoren
- Hülsmann (interim.) (1849–1851)
- Franz Georg Karl Wilhelm von Tabouillot (1851–1869)
- Schumann (1869–1879)

### Kreisrichter bzw. Kreisgerichtsräte
- Giese (1849–1851)
- Dierickx (1849–1864)
- von Stockhausen (1849/50)
- von Druffel I (1849–1873)
- von Blomberg (1849–1853)
- Honthumb (1850–1864)
- Kocks (1849–1879)
- Hellweg (1849–1870)
- Hoffbauer (1849–1865)
- Offenberg (1849–1856)
- Schweling (1849–1879, ab 1877 Abteil.-Dirigent)
- von Druffel II (1849–1853)
- Callenberg (1852–1877)
- Weymann (1853–1862)
- Flensberg (1853–1864)
- Keller (1862–1879)
- von und zur Mühlen (1864–1877)
- Ficker (1865–1876)
- Röer (1865/67–1879)
- Würmeling (1864–1879)
- von Hatzfeld (1864–1879)
- Bucholtz (1870–1879)
- Müller (1874–1877)
- Wolff (1876–1879)
- Banning (1877–1879)
- Lemsich (1877–1879)[4]